# Alí Primera
Pour les articles homonymes, voir Primera (homonymie) et Rosell.
Alí Primera  est un auteur-compositeur et chanteur vénézuélien né à Coro (État de Falcón), Venezuela, le 31 octobre 1942, et mort à Caracas dans un accident de la route, le 16 février 1985.

## Biographie
Alí Rafael Primera Rosell a eu pour parents Antonio Primera et Carmen Adela Rossell. Son père fut tué lorsqu'il avait trois ans, au cours d'une fusillade provoquée par une tentative d'évasion de prisonniers de la prison de Coro.
Alí Primera accompagne alors sa mère et ses deux frères dans diverses villes de la péninsule de Paraguaná jusqu'à la ville de Caja de Agua, où il termine ses études primaires, puis Las Piedras et enfin, le quartier de La Vela, près de Punto Fijo. Tout en continuant ses études, Alí Primera exerce de nombreux métiers, de cireur de chaussures à boxeur.
En 1960 il déménage avec sa famille à Caracas où il est inscrit au Liceo Caracas. En 1964, après avoir obtenu son baccalauréat, il intègre l'Université Centrale du Venezuela, où il étudie la chimie. Il démarre simultanément une carrière d'auteur-compositeur, d'abord comme passe-temps, puis à temps complet. Ses deux premières chansons, Humanidad et No basta rezar (cette dernière est présentée au Festival de la Canción de Protesta organisé en 1967 par l'Université des Andes en Colombie) lui apportent rapidement une certaine notoriété.

## El Cantor del Pueblo
Entre 1969 et 1973 il séjourne en Europe grâce à une bourse que lui propose en 1968 le Parti Communiste Vénézuelien afin de poursuivre ses études en Roumanie. Il se produit alors en public. Dans un studio allemand, il enregistre son premier disque, Gente de mi tierra. Les compositions d'Alí Primera reflètent la souffrance et la misère des peuples, et les conséquences des inégalités sociales, ainsi qu'une très nette prise de position politique socialiste, voire communiste. C'est pour cette raison qu'on le connaît rapidement comme « El Cantor del Pueblo » (« Le Chanteur du Peuple »).
Alí Primera fut victime de censure de la part des médias et du gouvernement vénézuélien, en raison de son engagement et des thèmes sociaux présents dans ses chansons. Il décide donc de créer sa propre maison de production, « Cigarron », afin de pouvoir diffuser ses compositions. La distribution commerciale de ses disques était assurée par la société Promus.
Après avoir milité au sein de la Jeunesse Communiste Vénézuélienne, et du Parti Communiste Vénézuélien, Alí Primera participe à la création d'un nouveau parti politique, le « Movimiento Al Socialismo » (Mouvement vers le Socialisme, ou MAS) en contribuant à la campagne électorale (pour la présidence du Venezuela) de José Vicente Rangel en 1973 (ce dernier deviendrait de nombreuses années plus tard le vice-Président du Venezuela, aux côtés du président Hugo Chávez, entre 2002 et 2007). Alí Primera est déjà à cette époque l'un des auteurs-compositeurs-interprètes les plus reconnus du pays.
De 1973 à sa mort, il a enregistré 13 disques et a participé à de nombreux festivals dans toute l'Amérique latine. Parmi ses chansons les plus connues, on trouve Paraguaná, Sangueo Para el Regreso, Cancion en Dolor Mayor, Sombrero Azul, Comandante Amigo (en hommage au Che Guevara) ou Techos de cartón. Cette dernière, qui évoque la vie difficile dans les bidonvilles, fut reprise par de nombreux autres artistes d'Amérique latine, comme Soledad Bravo, Guanaguá, et le chanteur mexicain Marco Antonio Solís.
Alí Primera a joué dans des usines, des lycées, des syndicats, et fréquentait l'Aula Magna de l'université centrale du Venezuela.
Il a composé de nombreuses chansons très engagées, appelant au combat pour le respect des droits des plus pauvres. Bien que ses compositions sont classées dans le registre de la Cancion Protesta vénézuelienne, Alí Primera les a toujours présentées comme la Cancion Necesaria, la « Chanson nécessaire ». Comme il le disait lui-même :  « Je ne chante pas parce que la misère existe, mais parce que la possibilité de l'éradiquer existe aussi. »
À Barquisimeto, il fait la connaissance de sa future femme (Sol Musset), qui vient de gagner le concours de La Voz Liceista (« La Voix Lycéenne ») et se présente au festival los Venezolanos primero en 1977. En plus des deux filles qu'il avait eu lors de son voyage en Suède (María Fernanda et María Angela, qui vivent aujourd'hui au Canada), il a cinq  fils : Sandino, Jorge, Servando, Florentino et Juan Simón. Deux d'entre eux (Servando et Florentino) se lancèrent plus tard dans une carrière d'interprètes, bien que dans un registre très différent de celui de leur père, celui du merengue et de la salsa, sous le nom de « Servando y Florentino » ou « Los Hermanos Primera ».

## Pressions politiques et héritage
Alí Primera avait pour d'habitude de se consacrer à la lutte pour le peuple, de chanter pour les masses populaires, et à entretenir une impressionnante solidarité avec celle qu'il appelait « La Patria Buena ».
Il affronte de nombreuses pressions, ainsi que plusieurs attentats contre sa personne (dont le jet d'une grenade lacrymogène dans son appartement).
Il meurt le 16 février 1985, dans un accident de la route sur l'Autopista Valle-Coche de Caracas, alors qu'il rentrait d'une séance d'enregistrement de son prochain disque. Certains[évasif] voient dans cet accident une ultime tentative pour le faire taire[réf. nécessaire].
Avant sa mort, Alí Primera avait démarré fin 1984 la réalisation d'un nouveau disque où il souhaitait combiner ses compositions habituelles avec de nouveaux rythmes, dont la Gaita Zuliana (rythme musical original spécifique à l'État de Zulia au Venezuela). Les pistes musicales avaient été enregistrées, et Alí Primera avait enregistré les voix de quatre des chansons. Quelques semaines après l'accident, son frère Esmil Padilla (connu par son nom de scène José Montecano), également auteur-compositeur interprète, se chargea de terminer ce projet avec ses neveux. L'album fut nommé Por Si No Lo Sabía et fut le seul album d'Alí Primera à faire l'objet de publicité télévisuelle, la télévision vénézuélienne ayant toujours interdit d'antenne l'artiste de son vivant.
L'année suivante, Cigarron décida de sortir l'album Alí, en vivo (Alí, en concert), enregistré à l'auditorium Magdalena Seijas de l'Institut Universitaire Pédagogique de Barquisimeto. Au cours de ce concert, organisé à l'occasion de l'anniversaire d'un programme radiophonique de « canción protesta », Alí Primera avait interprété l'hymne national vénézuélien.

## L'œuvre d'Alí Primera
Les chansons d'Alí Primera comportent souvent un texte plutôt long, mais souvent très inspiré et plein des valeurs humaines et sociales qu'il défendait. Ainsi, la chanson Techos de Carton (« Toits de Carton ») est une évocation du sort de ceux qui sont condamnés à vivre dans des bidonvilles, abrités par des cartons, et dont la condition et les préoccupations  contrastent avec celles des plus aisés :
« Qué triste se oye la lluvia
en las casas de cartón
qué lejos pasa la esperanza
en los techos de cartón »
Alí Primera évoque aussi l'héritage laissé par le Libérateur Simón Bolívar, dans la chanson Sangueo para el regreso, où il imagine la fureur et le désespoir qui seraient ceux du Libérateur s'il revenait aujourd'hui et découvrait les conditions de vie des pauvres d'Amérique latine, et l'oubli des idéaux de justice pour lesquels il s'était battu :
« Dicen que Bolívar trae
furia y coraje por dentro
al ver que nos han quitado
lo que él dejó siendo nuestro
Dicen que viene caliente
por nuestro comportamiento
al dejar caer su espada
y también su pensamiento »
Si aujourd'hui certaines chansons d'Alí Primera semblent refléter une certaine naïveté et une vision idyllique et quelque peu dépassée du communisme (Cuba es un Paraiso par exemple), d'autres compositions sont par contre toujours d'actualité (comme Ahora que El Petroleo es Nuestro), alors que le Venezuela, par l'action de son président Hugo Chávez, cherche à reprendre le contrôle de ses ressources pétrolifères :
« Nosotros lo trabajamos
nosotros lo refinamos
señores a esa comedia
la gracia yo no le veo
que nosotros trabajemos
y ellos con el mercadeo »
Enfin, Alí Primera sait aussi quelquefois se faire tendre, comme dans la chanson Amor en Tres Tiempos, qui est une superbe et émouvante déclaration d'amour.

## Discographie
| Année de parution | Album                               | Éditeur                            | Titres enregistrés sur l'album |
| 1969              | Gente De Mi Tierra                  | Production indépendante            | |
| 1973              | Lo Primero de Alí Primera           | Cigarrón - Promus (Venezuela)      | 1. Perdóneme Tío Juan, 2. Basta de hipocresía, 3. Alberto Lovera hermano, 4. Cuba es un paraíso, 5. Yo vengo de donde usted no ha ido, 6. Vamos gente de mi tierra, 7. Inolvidable Ho Chi Minh, 8. Dispersos, 9. Tierra sin culpa, 10. Madre déjame luchar, 11. Comandante amigo, 12. América Latina obrera |
| 1974              | Alí Primera, Volumen 2              | Cigarrón - Promus (Venezuela)      | 1. Cuando las águilas se arrastren, 2. Techos de cartón, 3. Yo no sé filosofar, 4. El despertar de la historia, 5. Tania, 6. Black power, 7. No basta rezar, 8. Esconderse en la flor, 9. Hay que aligerar la carga, 10. Vas caminando sin huellas, 11. Mujer de Vietnam, 12. Otra vez                      |
| 1975              | Adiós en dolor Mayor                | Cigarrón - Promus (Venezuela)      | 1. Paraguaná, 2. Alma Mater, 3. Canción panfletaria, 4. Me lo contó Canelón, 5. Los dos pichones morenos, 6. Ruperto, 7. El cantor de Bolivia, 8. Juanita la lavandera, 9. Napoleón, 10. En yunta |
| 1976              | Canción Para Los Valientes          | Cigarrón - Promus (Venezuela)      | 1. Canción para los valientes, 2. Sólo para adultos, 3. Dios se lo cobre, 4. Cunaviche adentro, 5. Tu palabra, 6. Mama Pancha, 7. Hacen mil hombres, 8. José Leonardo, 9. Los pies de mi niña, 10. Esclavos de esclavos                                                                                     |
| 1977              | La Patria Es El Hombre              | Cigarrón - Promus (Venezuela)      | 1. La Patria es el Hombre, 2. Canción en dolor mayor, 3. Tonada de un pueblo amaneciendo, 4. Pío Tequiche, 5. Se está secando el pozo, 6. La canción de Luis Mariano, 7. Amor en tres tiempos, 8. La canción del triple, 9. La guerra del petróleo, 10. El bachaco fundillúo                                |
| 1978              | Canción Mansa Para Un Pueblo Bravo  | Cigarrón - Promus (Venezuela)      | 1. Un Guarao, 2. Cuando llueve llora el sol, 3. La piel de mi niña huele a caramelo, 4. Humanidad, 5. Esquina Principal, 6. Canción mansa para un pueblo bravo, 7. Reverón, 8. Coquivacoa, 9. El Coro triste de mi canción, 10. Los que mueren por la vida, 11. Ahora que el petróleo es nuestro            |
| 1979              | Cuando Nombro La Poesía             | Cigarrón - Promus (Venezuela)      | 1. Cuando nombro la poesía, 2. Paraguanera, 3. Zapatos de mi conciencia, 4. Frutal del amor, 5. Panfleto de una sola nota, 6. Flora y Ceferino, 7. Es de noche, 8. Borincana, 9. La soga |
| 1980              | Abrebrecha                          | Cigarrón - Promus (Venezuela)      | 1. Abrebrecha, 2. El que cantó con Zamora, 3. Tín Marín, 4. Canto oriental, 5. Blanquísima gaviota, 6. Canción bolivariana, 7. El gallo pinto, 8. Doña Josefina, 9. Mi pueblo me hace cantar, 10. Trigo y molino                                                                                            |
| 1981              | Al Pueblo Lo Que Es De César        | Cigarrón - Promus (Venezuela)      | 1. Sangueo para el regreso, 2. Cielo despejado, 3. Al pueblo lo que es de César, 4. Don Samuel, 5. Canción para acordarme, 6. Tía Juana, 7. El sombrero azul, 8. La sirena de este tiempo, 9. La noche del jabalí                                                                                           |
| 1982              | Con El Sol A Medio Cielo            | Cigarrón - Promus (Venezuela)      | 1. Con el sol a medio cielo, 2. Estar cerca del riachuelo, 3. Caña clara y tambor, 4. La tonada de Simón, 5. El derecho al derechito, 6. Isla y piragua, 7. Piraña con dientes de oro, 8. Abran la puerta                                                                                                   |
| 1984              | Entre La Rabia Y La Ternura         | Cigarrón - Promus (Venezuela)      | 1. La Patria buena, 2. Falconía, 3. Vístanse de fiesta, 4. Zobeyda la muñequera, 5. Con el martillo dando, 6. Canción cumanesa, 7. Agua clara Nicaragua, 8. Cuando llegue el tiempo de soñarte, 9. Canción para Mercedes, 10. Camarada                                                                      |
| 1985              | Por Si No Lo Sabía (album posthume) | Cigarrón - Sonográfica (Venezuela) | 1. El lago, el puerto y la gente, 2. Los que hacen falta, 3. La canción caliente, 4. Esequibo II, 5. Palabra de Luz, 6. La canción del Lunerito, 7. Amarnos en el agua, 8. Guatemala es corazón, 9. Digo que Paraguaná                                                                                      |
| 1986              | Alí ¡En Vivo! (album posthume)      | Cigarrón - Promus (Venezuela)      | 1. Los que mueren por la vida, 2. Mama Pancha, 3. Caña clara y tambor, 4. Canción mansa para un Pueblo Bravo, 5. Tin Marín, 6. Abran la puerta, 7. Gloria al Bravo Pueblo |